# Lunca (Botoșani)
Lunca is een Roemeense gemeente in het district Botoșani.
Lunca telt 4773 inwoners.